# Stilobezzia szadziewskii
Stilobezzia szadziewskii är en tvåvingeart som beskrevs av Chaudhuri 1991. Stilobezzia szadziewskii ingår i släktet Stilobezzia och familjen svidknott. Inga underarter finns listade i Catalogue of Life.